# Enicospilus taberi
Enicospilus taberi là một loài tò vò trong họ Ichneumonidae.